# Vilhelm Lundstrøm
Vilhelm Henry Lundstrøm (født 26. maj 1893 i København, død 9. maj 1950 København) var kunstner og en central skikkelse inden for den tidlige danske eksperimenterende kunst i perioden 1917-1950.
Lundstrøm var i malerlære og gik på teknisk skole, inden han begyndte på kunstakademiet i 1913, men han gennemførte ikke uddannelsen. I 1917 introducerede han collagen i Danmark og udstillede i 1918 fem værker på Kunstnernes Efterårsudstilling i Den Frie Udstillings Bygning i Østre Anlæg i København. Disse "pakkassebilleder" vakte stor opstandelse, da man ikke før havde set noget lignende i Danmark.
I 1933-38 udførte han mosaikudsmykninger til Frederiksberg Svømmehal. Mosaikkerne blev en succes, men ikke desto mindre blev de den eneste større udsmykningsopgave, som Lundstrøm udførte.
I maj 1944 udnævntes Lundstrøm til professor ved Kunstakademiet i København. Han er kendt for sine stramt forenklede, monumentale opstillinger med hverdagsting. Igennem hele sin produktion lagde han mere vægt på form, komposition, orden og ligevægt end på en naturalistisk gengivelse af virkeligheden.
Vilhelm Lundstrøm er begravet på Sundby Kirkegård.

## Fra svageligt barn til kraftkarl
Lundstrøm var et svageligt og indadvendt barn, men også begavet og tidligt moden. Som følge af dårligt helbred og mange sygdomsperioder holdt han sig indendørs i lejligheden på Amager. Her levede han ifølge sin søster Anny Nissen i sin egen tankeverden, søgte ingen legekammerater og brugte i stedet tiden på at tegne, save med løvsav og snitte en hel flåde af små skibe.

Han vidste tidligt, at han ville være maler. Allerede som tiårig tog han ud for at male de landlige omgivelser på Amager inspireret af Christen Købke og Johan Th. Lundbye. Lundstrømforskeren Preben Wilmann fortæller om denne tid: 
| Citat | Fra han var 10-11 år tegnede han altid, og mens han endnu gik i skole strejfede han om på Amager med sine malergrejer og hjembragte små billeder. De forholdsvis få, der er bevaret, beviser klart berettigelsen af hans ønske om hurtigst muligt at komme i gang med uddannelsen. Hans far forlangte dog at han skulle i almindelig malerlære. Det blev han meget vred over, men der var ingen vej udenom. | Citat |
|       | |       |

Fra 1908 stod han således i malerlære og blev i 1912 faglært op-og-ned-maler. Da uddannelsen var afsluttet, og faderens krav således opfyldt, kunne Lundstrøm begynde på kunstakademiet, hvor han i årerne 1913-15 gik i tegneklasse hos Peter Rostrup Bøyesen.
Her blev den unge Lundstrøm inspireret til friere og mere impressionistiske penselstrøg af både lærere og andre elever. På trods af denne inspiration fastholder Wilmann; ”Den formforflygtigende malemåde har dog ikke fået ham til at slække på sit instinktive krav til komposition og energisk optrukken struktur.”
Akademiårene havde også stor betydning for Lundstrøm på det personlige plan. I disse år knyttede han vigtige bekendtskaber bl.a. med Karl Larsen og Svend Johansen, som han siden dannede kunstnergruppen De Fire med. Han mødte også kunstneren Knud Merrild (1894-1954), der var en dygtig svømmer, og som lærte Lundstrøm at crawle. Wilmann forklarer: ”Han havde sat sig for at blive sin svagelighed kvit ved at træne og hærde sin krop og anså svømning som det bedst egnede middel til at blive en kraftkarl. ”Pludselig røg brystkassen frem”, fortæller Karl Larsen, ”og der blev den””.

## Karrierestart og kubisme
- Kubistisk komposition, 1918. 
Foto:  Statens Museum for Kunst
- Komposition 2, 1918. 
Foto:  Statens Museum for Kunst

Lundstrøm debuterede på Kunstnernes Efterårsudstilling i 1916 med blandt andet tre små kubistisk inspirerede stilleben, som fik en god modtagelse. Anmelderen Carl V. Petersen fremhæver blandt andet Lundstrøm som den unge ukendte maler, der ”[…] med malerisk finfølelse skildrer farvernes overgange i de stilfærdige ”stilleben” […]”.
Som mange andre kunstnere lod Lundstrøm sig inspirere af de kubistiske strømninger fra blandt andet Paris. Han har fortalt, at det kubistiske maleri ”bogstavelig talt var noget, der lå i luften”, og at det nærmest var umuligt at komme uden om de problemer, som kunstretningen aktualiserede.
På Kunstnernes Efterårsudstilling i 1917 fik kritikken en noget anden tone. Lundstrøm udstillede denne gang fem værker, heriblandt to collager og introducerede hermed denne kunstform i Danmark. De to collager fik en hård medfart af anmelderne og var heller ikke populære hos publikum. De blev blandt andet karakteriseret som ”små pynteligheder, meget nydelige og meget kvindagtige”.
Sidste fase af Lundstrøms kubistiske eksperimenter er arbejdet med de såkaldte pakkasse-billeder, hvor Lundstrøm helt forlader genstandsafbildningen og i stedet helliger værket en undersøgelse af former og materialer. De blev præsenteret for offentligheden i 1918, og Lundstrøm blev i denne anledning beskyldt for både sensationsmageri og kunstnerisk svindel.
Perioden med pakkasse-billederne kan både ses som kulminationen og afslutningen på Lundstrøms relativt kortvarige kubistiske eventyr. Her fører han de kubistiske eksperimenter ud i deres yderste konsekvens, før han helt opgiver kubismen og bevæger sig videre til den krøllede periode.

## Skandaleudstillingerne og Dysmorphismen
”Skandaleudstillingerne” på Kunstnernes Efterårsudstilling i 1917 og 1918 stod begge i den unge kunsts tegn. Lundstrøm fik den hårdeste medfart i pressen, men det gik også hårdt ud over fx William Scharffs Komposition i rødt. Høns samt det meget store og spektakulære Sporvogne. For Scharffs vedkommende resulterede nedrakningen i, at han destruerede værket Sporvogne.
Den heftige kunstdebat fik i 1919 yderligere næring, da bakteriolog og professor Carl Julius Salomonsen introducerede sin opfattelse af den moderne kunst som et udslag af en smitsom sindslidelse. Han kaldte den for dysmorfismen og udfoldede sig om begrebet i et foredrag kaldet ”Smitsomme Sindslidelser før og nu med særligt Henblik paa de nyeste Kunstretninger”. Som Hanne Abildgaard skriver, var det i første omgang den mest radikale udenlandske kunst, der havde været igangsættende for Salomonsen, især den tyske ekspressionisme, kubismen og futurismen. Men danske kunstnere der som Svend Johansen, Jais Nielsen og andre i deres kunst tillod sig en fri omgang med naturen og den menneskelige anatomi, blev også inddraget i debatten. Det gjaldt også Lundstrøms collager og montager. Som Salomonsen så det, levede de moderne kunstnere ”i en sygelig forestillingsverden, der fik dem til at dyrke det hæslige og vanskabte, det ”dysmorfe”, frem for det smukke og naturlige.”
Salomonsen var mindre afvisende over for collageteknikken. I dysmorfisme-pamfletten, han udgav i 1919, hedder det:
| „ | Medens der næppe med Rette kan rejses Tvivl om Dysmorphismens sygelige Karakter, er Forholdet jo et andet, når Talen er om den moderne Teknik med Anbringelse af Flipper, Kandelabrer, Pakkassestumper og Frimærker. Måske står vi her — som jeg allerede ovenfor antydede — ligeoverfor en Nydannelse, en fjerde, ny »skjön Kunst«, som min gamle, kun på Bygningskunst, Billedhuggerkunst og Malerkunst indstillede Hjerne ikke formår at opfatte. Jeg nægter imidlertid ikke, at jeg finder den tåbelig, og jeg tror, at den er et Led i den hele Kreds af sygelige Forestillinger, i hvilken Dysmorphisterne lever; jeg kan ikke godt tænke mig, at den har nogen Fremtid for sig uden måske som Sport eller som Selskabsspil. | “ |

Salomonsens dysmorfisme-begreb skabte voldsom debat om både de lægelige og de æstetiske aspekter. Begrebet havde ikke mange tilhængere blandt de offentlige debattører. Den kulturradikale kunstkritiker, forfatter og lysmager Poul Henningsen, forfatteren og journalisten Otto Gelsted og Salomonsens efterfølger, lægen Oluf Thomsen, var nogle af dem, der gik til modangreb på Salomonsen, og som samtidigt var fortalere for Lundstrøm.

## Et krøllet intermezzo
- Manden der ser alt, 1919, 
Foto:  Statens Museum for Kunst .
- Selvportræt, 1919 eller 1920. 
Foto:  Bruun-Rasmussen.
- Kopi efter Rubens: Konsul Decius Mus' død (Prado, Madrid), cirka 1920. 
Foto:  Statens Museum for Kunst .
- Opstilling med frakke, 1920, Kunsten Museum of Modern Art Aalborg.
- Frokost i det grønne, 1920, i depot på Statens Museum for Kunst fra Louisiana.
- Portræt af Emil Bønnelycke, 1921.
Foto:  Statens Museum for Kunst .

Lundstrøms "krøllede periode" var kort, små fire år, men synes på mange måder at udgøre en væsentlig fase i hans udvikling og produktion. Her vender han tilbage til figurationen efter perioden med abstrakte kubistiske eksperimenter og foregriber samtidig sin monumentale stil. Formsproget minder om ekspressionismens følelsesudkrængninger, men er i virkeligheden lige så formbevidst som hans kubistiske eksperimenter, blot i en ny indpakning. Med midler som overdreven brug af maling og kæmpemæssige penselstrøg nærmest tvinger han betragteren til at tage stilling til værkets udførelse.
Af periodens væsentligste værker er Manden der ser alt (1919), Frokost i det grønne (1920) og De Fire. Hommage aux peintres artistes (1920). Alle rummer de på hver deres måde mere eller mindre ironiske referencer til kunsthistorien.

## De Fire
I 1921 dannede Lundstrøm kunstnersammenslutningen De Fire sammen med Karl Larsen, Axel Salto og Svend Johansen. De fire kunstnere havde fundet sammen, mens de alle arbejdede på tidsskriftet Klingen 1917-20. De nåede at afholde syv fælles udstillinger, hvoraf den første var i 1921 og den sidste fandt sted ved årsskiftet 1929-30. På den 7. udstilling var De Fire blevet til 4 ÷ 2 + 1, hvilket vil sige, at Larsen og Salto ikke længere var med, men at digteren Sophus Claussen til gengæld deltog.

I 1920’ernes begyndelse, mens humøret endnu var højt og selvtilliden i top, gav de i deres overmod sig selv en række storskrydende kaldenavne, heriblandt ”De fire fænomener” og ”Rafaels guddommelige forbilleder”. Noget af forklaringen på det store overskud, som prægede de fire kunstnere i denne periode, skal findes i den efterkrigsoptimisme, der prægede tiden, men som Axel Salto forklarer også i det simple faktum, at de var sjælfrænder og følte sig både forstået og inspireret: ”Snarere lå lykken i den kendsgerning, at vi havde fundet hinanden og fandt bekræftelse på os selv ved omgang. Samme sprog og samme forventning…” Salto fortæller videre: 
| Citat | ”Hvad gjorde vel livsførelsen så heftig i begyndelsen af 20’erne? Først og fremmest måske den omstændighed, at vi overlevede. Overalt beretninger om voldsom død, ungdommens ubegribelige massemord, skulle øjeblikket da ikke strømme stærkt igennem os, når det var vilkårene. Leve farverigt så længe der kunne leves. Tilværelsen var for en gangs skyld uantastet af trusler i disse år, vi stod på vor ungdoms middagshøjde, før nye politiske signaler sydfra fik atmosfæren til at vibrere, en lille skyggefri parentes mellem to krige. Og dog, det er forgæves at ville søge en forklaring på ”De Fire”s opstemthed i dagene dengang, selv for omgivelserne var vi et særsyn, vore kolleger så på os med skrækblandet undren. Snarere lå lykken i den kendsgerning, at vi havde fundet hinanden og fandt bekræftelse på os selv ved omgang. Samme sprog og samme forventning… Livet kom til de fattige malere i form af ølkasser og rejser i syden. Skam få den, der ikke sprang til, men inderst inde troede de på sig selv, var nok aldeles alvorlige. De fire fænomener, Rafaels guddommelige forbilleder, tonen morede dem fordi den ærgrede de andre, op med mig og nede med dig. Tilværelsen havde kun forside og bagside, og de fire sad oplagte på forsiden og solede sig […] Vi var ganske vist alle besat af afsind, men det var især Lundstrøm, der formulerede slagordene, og den omstændighed opridser en kontur af maleren, man nok overser, da den står i så voldsom kontrast til det sidst erindrede billede af hans tungfodede og monumentale kunstnerskikkelse.” | Citat |
|       | |       |

De fire kunstnere var alle bosat i Sydfrankrig i store dele af 1920’erne, men vendte næsten hvert år hjem til København med en ny udstilling.

## En overgangsfase og et giftermål
Efter den krøllede periode gennemlevede Lundstrøm en kort overgangsfase, hvor farverne blev mere naturtro og markante, og mørke konturer begyndte at overtage. Krøllerne er helt væk, men oliemalingen er stadig påført i tykke stoflige lag. Salto siger om malerierne fra denne periode, at ”de endnu ikke er avet i faste konstruktioner”. Med andre ord kan man sige, at de endnu ikke er bygget op over de stramme og rene former, som præger den senere purisme. Samtidig gengiver værkerne flere enkeltdele end i både den forudgående krøllede fase og den efterfølgende puristiske, og som Wilmann gør opmærksom på, er kompositionen mere skødesløs og mindre stramme end i Lundstrøms andre faser. Bortset fra Lundstrøms allertidligste billeder er der samtidig tale om den periode i hans kunst, hvor motivet er tættest på et naturalistisk udtryk.
I denne periode opholdt han sig flere gange i Frankrig med enkelte afstikkere til Italien. I 1921-22 var han i perioder i Paris, Nice og Bormes les Mimosas, og fra 1923 bosatte han sig i Cagnes-sur-Mer. I begyndelsen af 1923 lejede Karl Larsen et hus med 11 værelser i Cagnes-sur-Mer. Larsen inviterede straks sine kammerater til at bo i huset la Tourelle, og de kom efter sigende, så hurtigt de kunne. Axel Salto fortæller i sin mindekronik om Lundstrøm i Berlingske Aftenavis 1950 om denne tid i Cagnes:
| Citat | I februar rejste min familie og jeg til Cagnes i Sydfrankrig, Lundstrøm fulgte med. I forvejen boede Karl Larsen dernede, af og til dukkede Svend Johansen op. Lundstrøm fik atelier i byens gamle rådhus, og her malede han daglig i tre måneder på et nature morte-billede af en kurv med æbler og et draperi. Med ryggen til tre svimle forårsmåneder i syden og næsen ind i maleriet. | Citat |
|       | |       |

Salto konkluderer på det grundlag om Lundstrøms metode at ”Udelukkelse af uvæsentlige ting, i tilværelsen som i maleriet, var et afgørende træk i hans kunstneriske konstitution.”
I juni 1923 gifter Lundstrøm sig med malerinden Yrsa Hansen i Paris. Yrsa gik på akademiet de samme år som Lundstrøm, men eftersom kvinderne efter et femårs forsøg med fællesundervisning, i perioden 1913-1923, blev undervist særskilt, kan de ikke have gået i klasse sammen. Til gengæld skriver Wilmann: ”Hun og Lundstrøm var blevet forelsket i hinanden ved en fest hos maleren Kay Simmelhag et andet sted i byen, og fra det øjeblik var de efter sammenfaldende udsagn tabt for omverdenen.” 
Yrsa Hansen havde forberedt sig til Kunstakademiet hos Emilie Mundt og Marie Luplau samt hos Vilhelmine Bang. 1909 blev hun optaget på Kunstakademiets Kunstskole for Kvinder. Blandt de medstuderende var Ebba Carstensen og Kamma Thorn, som senere giftede sig med Axel Salto. Yrsa Hansen tog afgang fra Kunstakademiet i 1914. Herefter udstillede hun adskillige gange og markerede sig som en talentfuld og lovende ung kunstner. Ved ægteskabet med Lundstrøm afbrød Yrsa Hansen, nu Yrsa Lundstrøm, sin karriere som maler.

## Starten på purismen
Efter den korte overgangsfase i 1923 tog Lundstrøm fat på den purisme, der skulle præge hans form og motivvalg resten af karrieren. Wilmann skriver: ”1924 blev vendepunktsåret. Kræfterne blev sat ind på arbejdet med billedbalance og formernes renhed.” Lundstrøm forenkler sine former og renser sin farvebrug. Inspirationen fra Paul Cézanne og de franske purister som Amédée Ozenfant og Le Corbusier er tydelig.
Lundstrøm viste resultatet af sin ”renselsesproces” frem første gang på De Fires femte udstilling i november 1925. Her var omsvinget fra det yppige til det puritanske tydeligt. Store lærreder gengav få og enkle køkkenredskaber i et formsprog baseret på de geometriske grundformer og med få nedtonede farver. Alle detaljer var skrællet væk, og de enkle motiver stod klart frem med al deres tyngde og volumen.
Modtagelsen af De Fires femte udstilling var kølig. Afmåltheden skyldtes formodentlig til dels de såkaldte kandebilleders nye kølige og nedtonede kolorit, som man ikke forventede og  opfattede som bleg og klinisk. Derudover forstod man ikke Bryllupsbilledets manglende redegørelse for Hr. og Fru Lundstrøms fysiognomi, der gjorde figurerne mere eller mindre anonyme. Om modtagelsen af disse værker skriver Wilmann: ”Man ligesom vedtog, at her var den geometriske stilisering ført lidt for hårdhændet igennem på bekostning af det menneskelige indhold”.
Selv om Lundstrøm skulle være blevet i tvivl, lod han sig dog ikke standse i sin udvikling af det nye udtryk: Kursen var nu sat mod det, som skulle blive hans egentlige varemærke, nemlig den geometrisk forenklede purisme.

## En formens mand
Det stilistiske formudtryk, som Lundstrøm havde arbejdet sig frem til i 1925, vedbliver med at være grundstammen for hans udtryk indtil hans død i 1950. 
| Citat | ”Jeg for mit vedkommende har nu saa udpræget det Indtryk, at der er Ting i Naturen – Mennesker, Dyr o.s.v. – der er saa komplicerede at det gennem Øjnene opleves som noget urimeligt og uskønt. Noget glat, fast og rundt er, synes jeg, ligesom direkte og umiddelbart smukt.” | Citat |
|       | |       |

Otto Gelsted peger i præcise vendinger på nogle af de karakteristika, der kendetegner Lundstrøms fortolkning af purismen:
| Citat | ”Det er ikke psykologisk detailkarakteristik, der interesserer Lundstrøm i hans figurer. Han opfatter mennesket monumentalt og som skulptur. Han forenkler og forstørrer for at lade formens volumen runde sig med hele sin kraft. Et hoved opfattes først og fremmest som en rundhed, en krop som en cylinder. […] De ganske simple dagligdags motiver får i Lundstrøms behandling en mystisk vælde, og farven når i lyset en overvældende styrke. Han arbejder med en forenkling af farven, der svarer til forenklingen af formen – få farver i klar fordeling, men med fint nuancerede overgange indenfor det enkelte felt. Vi ejer ikke en mere intens malerkunst.” | Citat |
|       | |       |

I et interview i 1944 forklarer Lundstrøm selv, at motivet blot er et påskud for at male det, der interesserer ham, nemlig formen. Kigger man på hans værker, er virkeligheden dog en smule mere nuanceret. Særligt selvportrætterne og portrætterne af fx Tusnelda Sanders fra 1927 og af søsteren Anny Nissen fra 1932 viser en Lundstrøm, der interesserer sig for mere end bare formen. Men kigger man på perioden som helhed og for så vidt også på Lundstrøms produktion som en helhed, så er det i hovedsagen den upersonlige og anti-fortællende form, Lundstrøm jagter igennem sine 35 år som udøvende kunstner.
Under Besættelsen blev Lundstrøm angrebet fra nazistisk side af Gudmund Hentze, der kritiserede Lundstrøm og maleren Harald Giersing i Fædrelandet 12. januar 1941 for ikke at udtrykke sig alment forståeligt og opfordrede dem til at slutte op om nationalsocialismen.

## Svømmehalsudsmykningen 1933-38
1933-38 udførte Lundstrøm mosaikudsmykninger til Frederiksberg Svømmehal. Fem mosaikfelter i alt: Et stort til kvindebadet og fire til den store fælles hal. Motivet er badende mennesker, henholdsvis på en strand og i et bassin. Nøgne mænd, kvinder og børn. Alle kroppe er store, monumentale og enkle. Der er tale om sunde, stærke kroppe gengivet i afslappede positurer i grupper på tre eller fire.
Resultatet var vellykket. Lundstrøms hang til statuariske figurer gengivet i enkle rum uden overflødige detaljer kunne uden de store stilmæssige omkostninger overføres til mosaikmediet og udsmykningens store format. Mosaikkerne er derfor umiskendeligt Lundstrømske og passer dertil perfekt til rummet i både motiv og farvebrug. Wilmann beskriver, hvordan ”De storladne figurgrupper vokser ud af deres blå baggrunde som en erklæring til højheden i det almindelige.” og konkluderer at: ”Mosaikken er en gave til rummet. Den respekterer det, styrer det, bliver det.”
Modtagelsen var da også positiv. Alligevel blev udsmykningsopgaven den eneste Lundstrøm fik i hele sin karriere, og som Wilmann udtrykker det, har forundringen over, at han ikke fik flere lignende opgaver aldrig lagt sig.

## Den sene purisme
Appelsinen var Lundstrøms foretrukne frugt og den havde en vigtig plads i hans sene puristiske værker. Den perfekte kugleform og den lysende orange farve går igen i hans opstillinger. Andre frugter som æbler, meloner og ferskner blev også i nogen udstrækning brugt som modeller. Frugterne var sammen med menneskeskikkelsen stort set de eneste elementer hentet fra naturen, som Lundstrøm brugte i sine motiver.
| Citat | ”Motivet, jo, hvad er det nu jeg mener om det … hvad er det jeg plejer at svare på det spørgsmål … at motivet er påskuddet til at udtrykke hvad man vil ha sagt. Herregud, hvis man synes motivet i sig selv er et kunstværk, var der jo ikke grund til at gengive det. (…) Hvis jeg skal male dem – ja, så er de motiver, påskud. Jeg ved godt, at andre mener man kan lægge noget sjæleligt i det, men det er et spørgsmål om de har ret, om det ikke beror på en illusion. Stravinsky siger i sin bog noget lignende om musik. Den kan ikke udtrykke hverken sorg eller glæde, eller overhovedet noget som helst, og når folk mener at høre det eller det, er det noget de bilder sig ind. Det kan man jo på den anden side ikke forhindre dem i – desværre.” [Karl Bjarnhof: ”Hvorfor desværre?”.] Lundstrøm: ”Fordi jeg synes det er smukkere – renere om De vil, når man kan nyde musik og billedet som maleri uden at digte uvedkommende elementer ind i det.” | Citat |
|       | |       |

Appelsinens flotte farve indvarsler den farverigdom, der indtræder i Lundstrøms værker fra omkring 1937, og som kendetegner hans sene produktion. Det kølige blå univers med den begrænsede palet ændrer sig langsomt til et farvemæssigt mere muntert univers. Formmæssigt indtræder der også en større facettering af rummene samt en opbrydning af rummet i flere planer og en opblødning af formen. Motiverne er de samme som hidtil, blot fortolket i en smule løsere og mere farverig stil.
Værker af Lundstrøm fra 1927 til 1937
- To stående modeller, 1927. 
Foto:  Statens Museum for Kunst .
- Selvportræt, 1927. 
Foto:  Statens Museum for Kunst .
- Opstilling med vandkande, håndklæde og krukker, 1929. 
Foto:  Statens Museum for Kunst .
- Kvindelig model, 1930. 
Foto:  Statens Museum for Kunst .
- Stående model 1931, ARoS Aarhus Kunstmuseum, 
Foto:  Ole Hein Pedersen.
- The Architecture, 1932, Nasjonalmuseet for kunst, arkitektur og design.
- To appelsiner på et bord, cirka 1933 Canica Kunstsamling, Oslo.
- Opstilling med hvid kande, appelsin og bog, 1932 eller 1933. 
Foto:  Statens Museum for Kunst .

Sene værker af Lundstrøm
- Opstilling med to appelsiner, ca 1938, Kunsten - Museum of Modern Art.
- Siddende kvindelig model, 1940. 
Foto:  Statens Museum for Kunst .
- Siddende model ved opstilling, 1942.
- Opstilling, 1944, KUNSTEN Museum of Modern Art Aalborg
- Hvid opsats med to appelsiner og mørklilla krukke med hvidt låg, mellem 1943 og 1944
- Opstilling med orange, krukke og gul kande, 1945
- Opstilling med appelsin, gul og hvid kande 1946
- Siddende kvindelig model, 1950. 
Foto:  Statens Museum for Kunst